# Mare Australe
Il Mare Australe ("Mare australe", in latino) è un mare lunare situato nell'emisfero sudoccidentale del satellite; con un diametro di ben 603 chilometri, si estende dal lato visibile a quello nascosto della Luna (sebbene possa essere osservato per intero grazie al fenomeno della librazione). In questa regione sono presenti abbondanti depositi di basalto di origine vulcanica probabilmente formatisi nel corso dell'Imbriano superiore, nonostante la regione risalga al periodo Pre-Nettariano.
A differenza di quanto accade per molti altri mari lunari, il Mare Australe presenta una superficie riccamente craterizzata e irregolare; sono presenti, fra gli altri, i crateri Jenner e Lamb, anch'essi ricoperti da uno strato di lava.